# Arbazal
Arzabal es un pueblo español situado en la parroquia de Puelles, Villaviciosa, en Asturias.
De este pueblo se puede destacar la existencia del único oratorio altomedieval de Asturias. Posee una iglesia del siglo XVIII, llamada Santa María.